# Diecéze würzburská
Diecéze würzburská či Diecéze Würzburg (latinsky Dioecesis Herbipolensis) je německá římskokatolická diecéze, která se nachází ve Francích, v severozápadní části Bavorska. Sídlem biskupa je katedrála svatého Kiliána ve Würzburgu.

## Historie

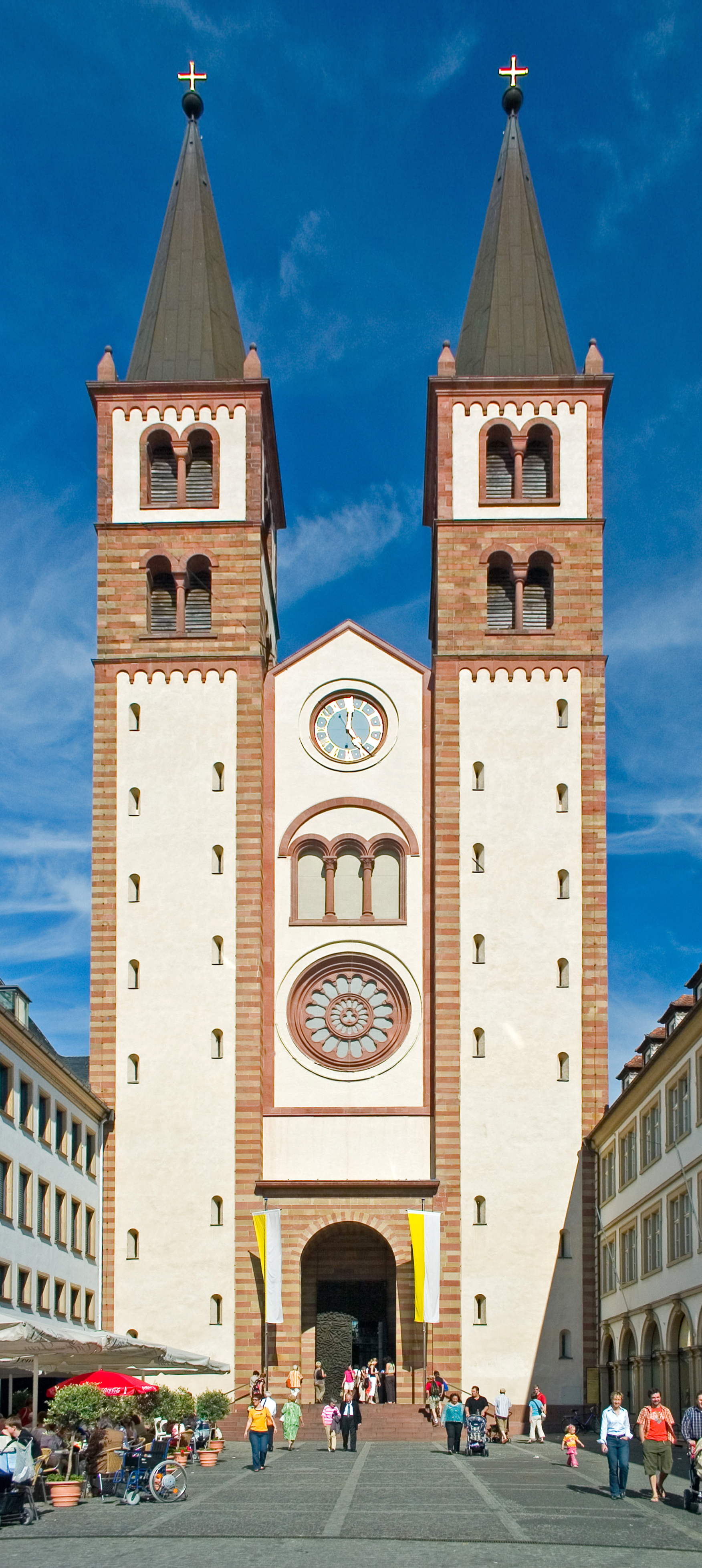
Katedrála sv. Kiliána ve Würzburgu

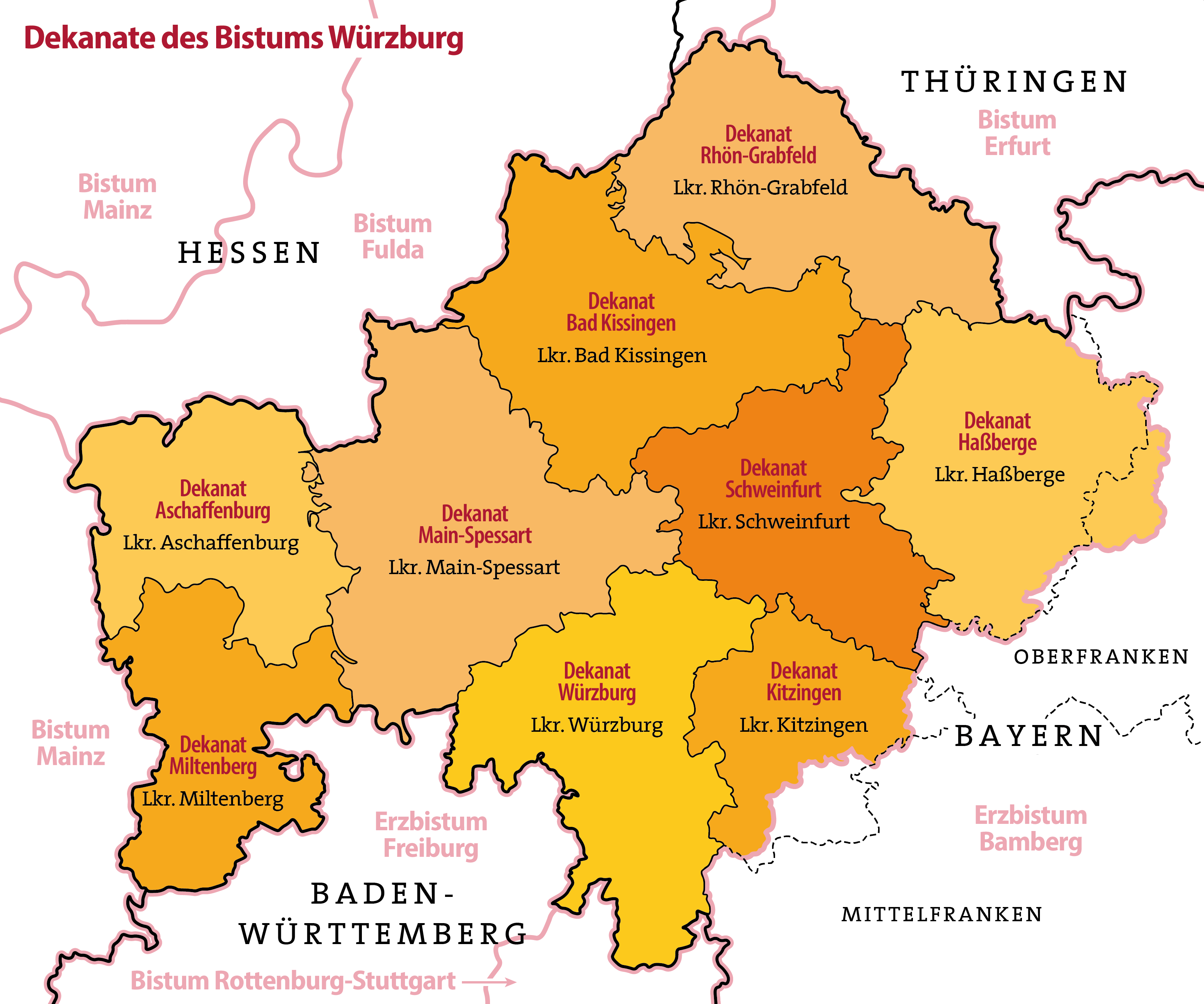
Děkanáty würzburské diecéze

Křesťanství se do Franků dostalo mezi lety 686 a 689 prostřednictvím irských mnichů Kiliána, Kolonata a Totnana. Diecézi Würzburg založil v roce 741 svatý Bonifác. Prvním biskupem se stal svatý Burchard. Na konci 8. století bylo biskupství připojeno k metropoli Mohuči, kterou založil Karel Veliký. V roce 1007 zřídil král Jindřich II. svatý z části pozemků diecéze nové biskupství v Bamberku. Na konci 12. století. Würzburg se dostal pod správu nezávislého hrabství Henneberg. Privilegiem císaře Fridricha Barbarossy získali würzburští biskupové politickou nezávislost, kterou jim zaručovalo biskupské knížectví zahrnující část území diecéze.
V roce 1803 bylo biskupství sekularizováno a v roce 1821 obnoveno jako sufragánní biskupství bamberské metropole. Po skončení druhé světové války byla část diecéze připojena k NDR (Meiningen). V roce 1973 zřídil papež Pavel VI. biskupský úřad Erfurt-Meiningen pro část diecéze Würzburg a Fulda v NDR se sídlem v Erfurtu.

### Znak diecéze
Znak diecéze je tvořen čtvrceným erbem. Siebmacher ve svém erbovníku z roku 1605 zobrazuje v 1. a 4. poli franské hrábě typické pro Francké vévodství a ve 2. a 3. polích šikmou zlatou vlajku na modrém pozadí pro würzburskou diecézi. Erby jednotlivých biskupů obvykle obsahují v křížení vlastní rodový erb. Pokud není k dispozici vyobrazení erbu některého knížete-biskupa, je v seznamu částečně uveden rodový erb. Erby pocházejí z rané části Scheiblerovy erbovní knihy z poloviny 15. století a ze Siebmacherova erbovníku z roku 1605. Univerzitní knihovna ve Würzburgu vlastní původní kroniku würzburských biskupů, kterou psal Lorenz Fries v letech 1574-1582.

## Biskupové
- Diecézní biskup: Franz Jung
- Pomocný biskup: Ulrich Boom
- Emeritní biskupové: Friedhelm Hofmann, Helmut Bauer

## Patroni
- sv. Kilian
- sv. Kolonat
- sv. Totnan